# 芦有バス
芦有バス（ろゆうバス）は、兵庫県芦屋市に車庫基地を、および芦有ドライブウェイにバス路線を持っていた、芦有開発株式会社の一般乗合旅客自動車運送事業（路線バス）、またはその子会社のバス事業を引き継いだ阪急バス芦屋有馬線の通称を指す。ここでは前者について扱う。

## 概要
芦有道路の開通および芦屋ハイランド地域にある住宅地の輸送確保のために、芦有ドライブウェイの管理および周辺開発を担う芦有開発株式会社がおこなう一般乗合旅客自動車運送事業として、1963年3月31日から運行した。芦屋から六甲・有馬への足として運行を行っていたが、その後、利用者の減少により経営難となり1977年9月21日より同路線は阪急バスに移管されることになる。
バスファンの浅野修は『芦有開発株式会社の子会社「芦有バス」を設立』としているが、これは誤りであり、芦有開発株式会社の一部門に過ぎない。
その他詳細については芦有ドライブウェイ・阪急バス芦屋浜営業所・阪急バス山口営業所を参照のこと。

## 移管前の廃止路線
交通公社始め主要な大判時刻表に掲載されていた路線。一軒茶屋で神戸市バス・阪神電鉄バスの六甲山上線ケーブル山上駅方面に接続していた。
- 阪神芦屋駅前～（ドライブウェイ経由）～奥池～宝殿橋～一軒茶屋

移管後は、阪神芦屋 - 有馬温泉 - 山口営業所の80系統と、阪神芦屋 - 奥池 - 芦屋ハイランドの81系統となったが、2024年4月1日をもって80系統が廃止となった。

### （参考）接続路線
- 阪神電鉄バス　（阪神西宮～盤滝口～宝殿橋～）一軒茶屋～六甲最高峰～東六甲～山水荘～カンツリーハウス～雲ヶ岩～高山植物園～凌雲台西口～六甲オリエンタル～天狗岩東～天狗岩西～ケーブル山上駅
  - 阪神バスは西宮六甲線（阪神西宮～六甲ケーブル山上駅）系統を1967年10月22日に開設するが、1975年8月1日に廃止。また六甲山上線についても同日に東六甲凌雲台遊園地～東六甲～六甲最高峰～宝殿橋～盤滝口間を廃止している。後の1980年6月15日に阪神電鉄の六甲山上の路線を全て六甲摩耶鉄道（現・神戸六甲鉄道）に移譲している。
  - 神戸市バスも1967年10月15日以降は六甲最高峰から宝殿橋まで延伸し、宝殿橋で乗継を行っていた時期があった。